# Nygaard
Nygaard er et dansk og norsk efternavn. Det er et efternavn afledt af et stednavn, i dette tilfælde fra en af de mange såkaldte bondegårde.
Kendte personer med dette efternavn omfatter:
- An-Magritt Wibell Nygaard-Ech, dansk-norsk forfatter og freelanceskribent
- Anna Nygaard (født 1991), færøsk sanger
- Arne Noe-Nygaard (1908–1991), dansk geolog
- Axel Nygaard (1845–1924), dansk tegner
- Brian Nygaard (født 1974), dansk iværksætter og skribent
- Camilla Martin Nygaard (født 1974), tidligere dansk badmintonspiller
- Daniel Mørup Nygaard (født 1997), dansk floorballspiller
- Finn Nygaard (født 1955), dansk grafisk designer og kunstner
- Frederik Nygaard (1845–1897), dansk præst og historisk
- Fredrik Nygaard (1897–1958), dansk forfatter
- Jakob Bech Nygaard (1911–1988), dansk forfatter
- Jakob Fals Nygaard (født 1992), dansk skuespiller
- Jens Nygaard Knudsen (1942–2020), dansk legetøjsdesigner
- Knud Nygaard (1898–1979), dansk fodboldspiller og læge
- Kristen Nygaard (1926–2002), norsk matematiker, datalog og politiker
- Kristen Nygaard Kristensen (født 1949), dansk tidligere fodboldlandsholdsspiller
- Marc Nygaard (født 1976), dansk tidligere fodboldspiller
- Marius Nygaard (1838–1912), norsk filolog
- Mia Nygaard Hansen (født 1981), dansk håndboldmålmand
- Nanna Noe-Nygaard (født 1940), dansk geolog
- Niels Nygaard (født 1953), dansk tidligere langdistanceløber
- Ronnie Nygaard (født 1969), dansk langdistanceløber, dansk kitesurfer og tidligere fodboldspiller
- Ruben Nygaard (født 1986), dansk fodboldspiller
- Vilhelm Nygaard (1872–1936), dansk socialdemokratisk politiker og fagforeningsmand
- William Nygaard (den ældre) (1865–1952), norsk forlægger og politiker
- William Nygaard (den yngre) (født 1943), norsk forlægger